# Позба
Позба (слч. Pozba, мађ. Pozba) насељено је мјесто са административним статусом сеоске општине (слч. obec) у округу Нове Замки, у Њитранском крају, Словачка Република.

## Становништво
| Година:    | 1994. | 2004.   | 2014.    | 2024.   |
| ---------- | ----- | ------- | -------- | ------- |
| Број људи: | 597   | 561     | 464      | 446     |
| Разлика:   |       | -6,03 % | -17,29 % | -3,87 % |

| Година:    | 2023. | 2024. |
| ---------- | ----- | ----- |
| Број људи: | 446   | 446   |
| Разлика:   |       | +0 %  |

Према подацима о броју становника из 2011. године насеље је имало 503 становника.